# Я за тебя отвечаю
«Я за тебя отвечаю» — советский художественный фильм 1984 года, снятый режиссером Борисом Яшиным на киностудии «Мосфильм». Вышел на экраны 4 марта 1985 года.

## Сюжет
Работница сборочного цеха автомобильного завода Анна Викторовна Антонова сосредоточена не на собственных интересах, а на заботах о других. Перед отъездом в Москву на пленум профсоюза она сталкивается с проблемами: её сменщица Галка не вышла на работу, а сын Сергей не на связи. Вместо Москвы Анна направляется к месту службы сына и узнаёт о его намерении жениться. Получив телеграмму от Галки, которая оказалась в трудной ситуации в Ялте, Анна спешит ей на помощь. В процессе поисков ей помогает незнакомый человек. Несмотря на взаимное влечение, Анна выбирает долг перед семьёй и возвращается с Галкой в родной город.

## В ролях
- Виктор Корешков — секретарь райкома
- Борис Щербаков — директор завода
- Михаил Волонтир — Он
- Александр Галибин — замполит
- Вацлав Дворжецкий — дед
- Людмила Зайцева — Анна Антонова
- Валерий Носик — фотокорреспондент
- Татьяна Бестаева — Зина
- Вадим Курков — Сергей
- Виктор Филиппов — мастер
- Александр Пашутин — Николай
- Елена Самсонова — Галка
- Александр Лебедев — Рублёв
- Светлана Ступак — эпизод
- Валентина Хмара — эпизод
- Василий Домрачёв — вестовой
- Алевтина Румянцева — эпизод
- Елена Антонова — эпизод

## Съёмочная группа
- Режиссёр — Борис Яшин
- Сценаристы — Валерий Мнацаканов, Борис Яшин
- Оператор — Борис Кочеров
- Композитор — Владислав Казенин
- Художник — Евгений Виницкий

## Критика
Критик Нина Агишева в журнале «Советский экран» считала, что при просмотре фильма «складывается впечатление, что кинематографисты словно не доверяют собственным героям, не рассчитывают на их способность удерживать внимание зрителей в течение целого фильма», вследствие чего они «бегут от реальной жизни с её невыдуманными заботами, стремятся украсить киноповествование разного рода необычными, авантюрного толка поворотами сюжета». Она написала: «Положение не спасает ни хорошая игра актёров, ни верно подмеченные в действительности детали быта, ни красивая музыка — зрители так и не успевают понять характер героя».
Критик Ирина Мягкова в газете «Советская культура» писала, что «чем больше героиня фильма, Анна Викторовна, действует, тем больше количество людей вовлекается в круг её забот и тем шире становится этот круг».